# فیزیکلا ۲۲۶۲۳
سیارک ۲۲۶۲۳ (به انگلیسی: 22623 Fisico، نامگذاری:1998KR34) بیست و دو هزار و ششصد و بیست و سومین سیارک کشف شده‌است که در ۲۲ مه ۱۹۹۸ کشف شد.
قدر مطلق سیارک برابر ۷.۴ است.